# Korallenottern
Die Korallenottern (Micrurus) sind eine Gattung der Giftnattern (Elapidae) und kommen mit zahlreichen Arten in Nord-, Mittel- und Südamerika vor.

## Beschreibung
Es handelt sich um schlanke Schlangen mit einem zylindrischen Körper, einem rundlichen und kaum vom Hals abgesetzten Kopf und kleinen Augen mit runder Pupille. Die Arten sind klein bis mittelgroß, meist werden Körperlängen unter einem Meter erreicht. Die Körperschuppen (Scuta dorsalia) sind glatt. Kopfoberseits sind 9 vergrößerte, symmetrische Kopfschilde vorhanden. Die Körperfärbung variiert je nach Art oder auch innerhalb einer Art. Meist zeichnen sich der Körper durch markante, alternierende Ringe aus. Dreifarbige Arten sind schwarz, rot und hell (weiß, cremefarben oder gelb) gezeichnet. Zweifarbige Arten können beispielsweise schwarz oder braun mit hellen gelblichen, weißen oder orangen Bändern gefärbt sein. Die Ringe umgeben den gesamten Körper einschließlich der Bauchseite.
Die Gattung verfügt über einen Giftapparat aus modifizierten Speicheldrüsen, die ein Giftsekret produzieren und mit Giftzähnen in Verbindung stehen. Diese sind feststehende, leicht verlängerte Fangzähne im vorderen Oberkiefer (proteroglyphe Zahnstellung) mit einem geschlossenen Giftkanal zur Verabreichung des Giftsekrets.

## Schlangengift
Micrurus-Arten besitzen ein hochwirksames Neurotoxin mit postsynaptischer Wirkung, außerdem ist bei den meisten Arten ein Myotoxin nachweisbar, das das Muskelgewebe angreift. Giftbisse können beim Menschen zu ernsthaften Vergiftungen führen, jedoch kommt es selten zu Bissunfällen und im Falle vieler Arten liegen keine klinischen Angaben zur Wirkung beim Menschen vor. In Südamerika sind nur 0,9 % aller Bissunfälle auf Micrurus-Arten zurückzuführen. In Nordamerika sind es dagegen 2 %. Korallenottern sind nicht sehr aggressiv. Sie beißen nur zu, wenn man sie reizt oder greift. Es sind mittlerweile mehrere hochwirksame Antivenine verfügbar und bei adäquater Therapie sind Todesfälle selten.

## Lebensweise
Korallenottern führen oftmals eine weitestgehend verborgene und bodenbewohnende sowie teils grabende Lebensweise. Sie sind insbesondere zur Dämmerung, aber auch in der Nacht aktiv und gehen in der Laubstreu des Waldbodens auf Beutesuche. Tagaktive Arten bevorzugen Lebensräume mit viel Deckung. Zum Beutespektrum können bodenbewohnende Schlangenarten, Skinke, Schleichenlurche und Kiemenschlitzaale zählen. Die Beute wird durch einen Giftbiss immobilisiert. Die Fortpflanzung erfolgt eierlegend (Oviparie). Von vielen Arten ist ein Abwehrverhalten bekannt, bei dem der Schwanz aufwärts gerichtet, gekringelt und bewegt wird, was vermutlich die Aufmerksamkeit von Fressfeinden vom Kopf ablenken soll. Beim Hantieren neigen die Arten dazu, rasch zuzubeißen.

## Mimikry und Tarnung
Es gibt in vielen Gebieten ungiftige Schlangenarten, die giftigen Korallenottern der jeweiligen Region ähneln. Dies kann der Abschreckung von Fressfeinden dienen (Bates’sche Mimikry). Beispiele sind Micrurus fulvius und Lampropeltis elapsoides (südöstliche USA) oder Micrurus mipartitus und Pliocercus euryzonus (Zentralamerika). In den USA gibt es verschiedene Eselsbrücken zur Unterscheidung der giftigen Arten und ihrer harmlosen Nachahmer. Ein weit verbreiteter Reim besagt „red touch yellow, kill a fellow; red touch black, venom lack“. Dieser und zahlreiche andere Reime treffen jedoch hauptsächlich auf nordamerikanische Micrurus-Arten zu, in Lateinamerika gibt es etliche Arten, auf die er nicht angewandt werden kann.
Weiterhin erfüllt die Zeichnung von Korallenottern auch einen tarnenden Zweck. Die Abfolge der hellen und dunklen Ringe führt bei schneller Bewegung der Tiere dazu, dass sich die Umrisse für einen Betrachter auflösen, was der Korallenotter eine Fluchtmöglichkeit schaffen kann.

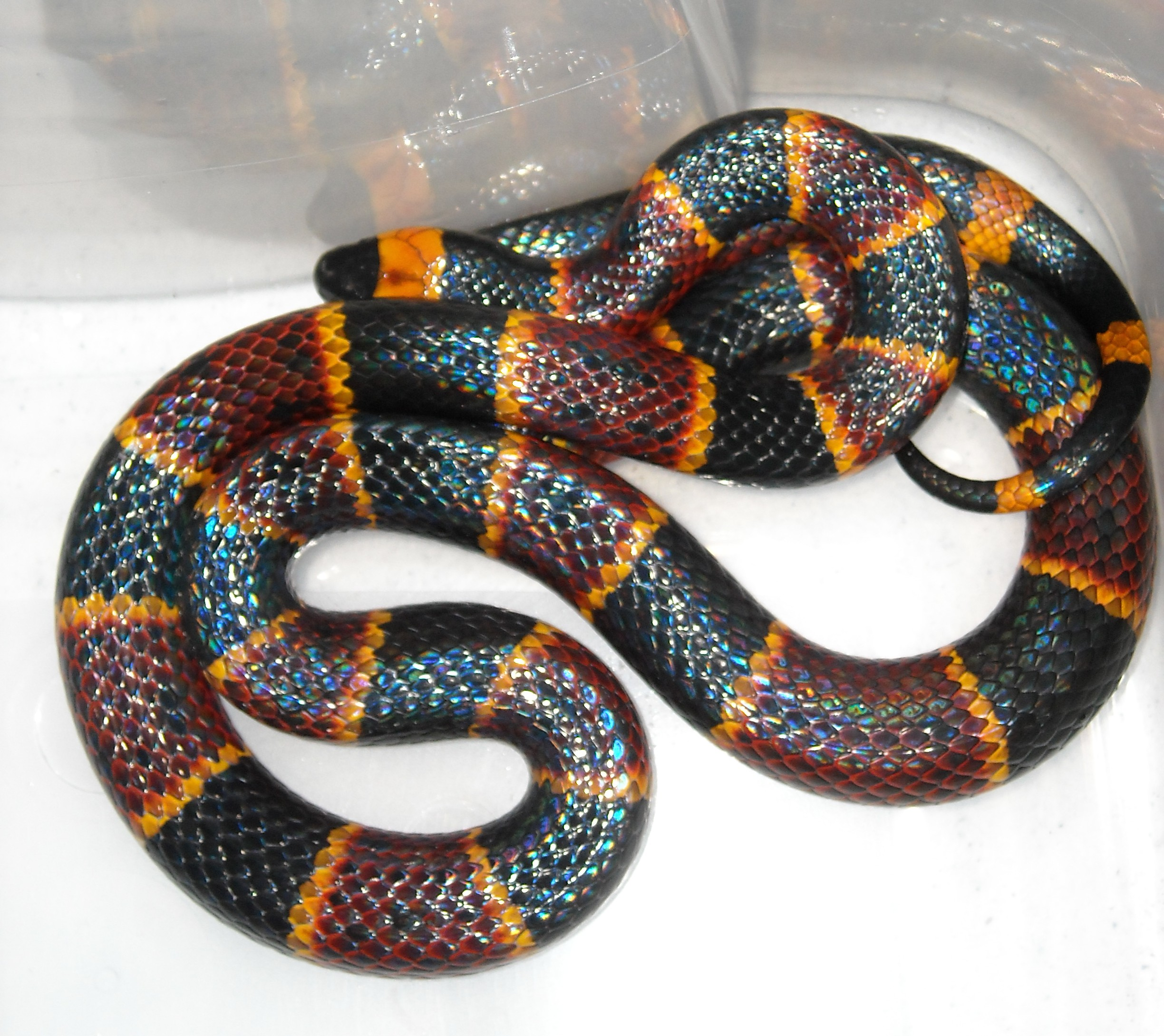
Micrurus fulvius, Florida (giftig)
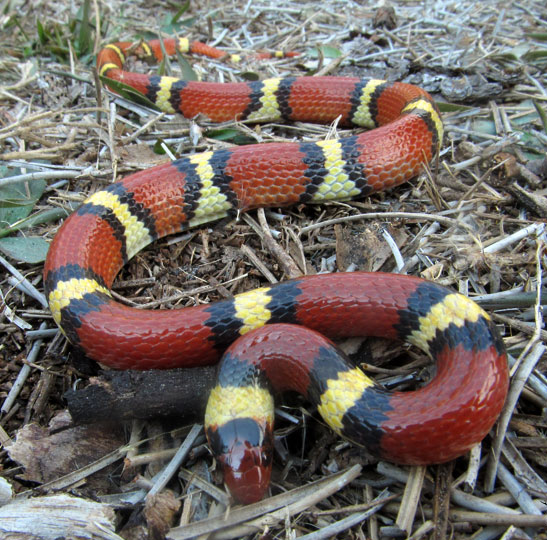
Lampropeltis elapsoides, Florida (ungiftig)
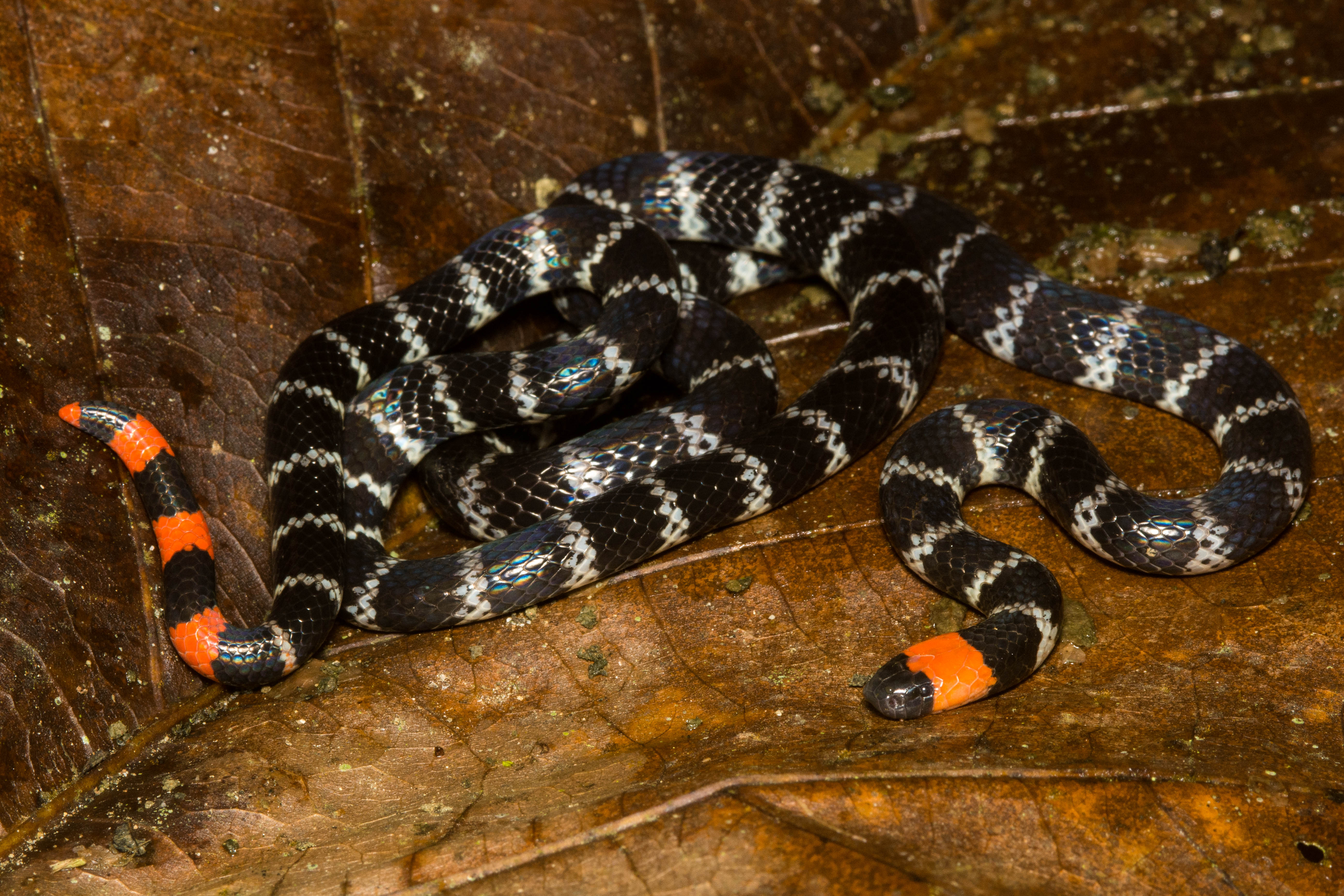
Micrurus mipartitus, Mittelamerika (giftig)
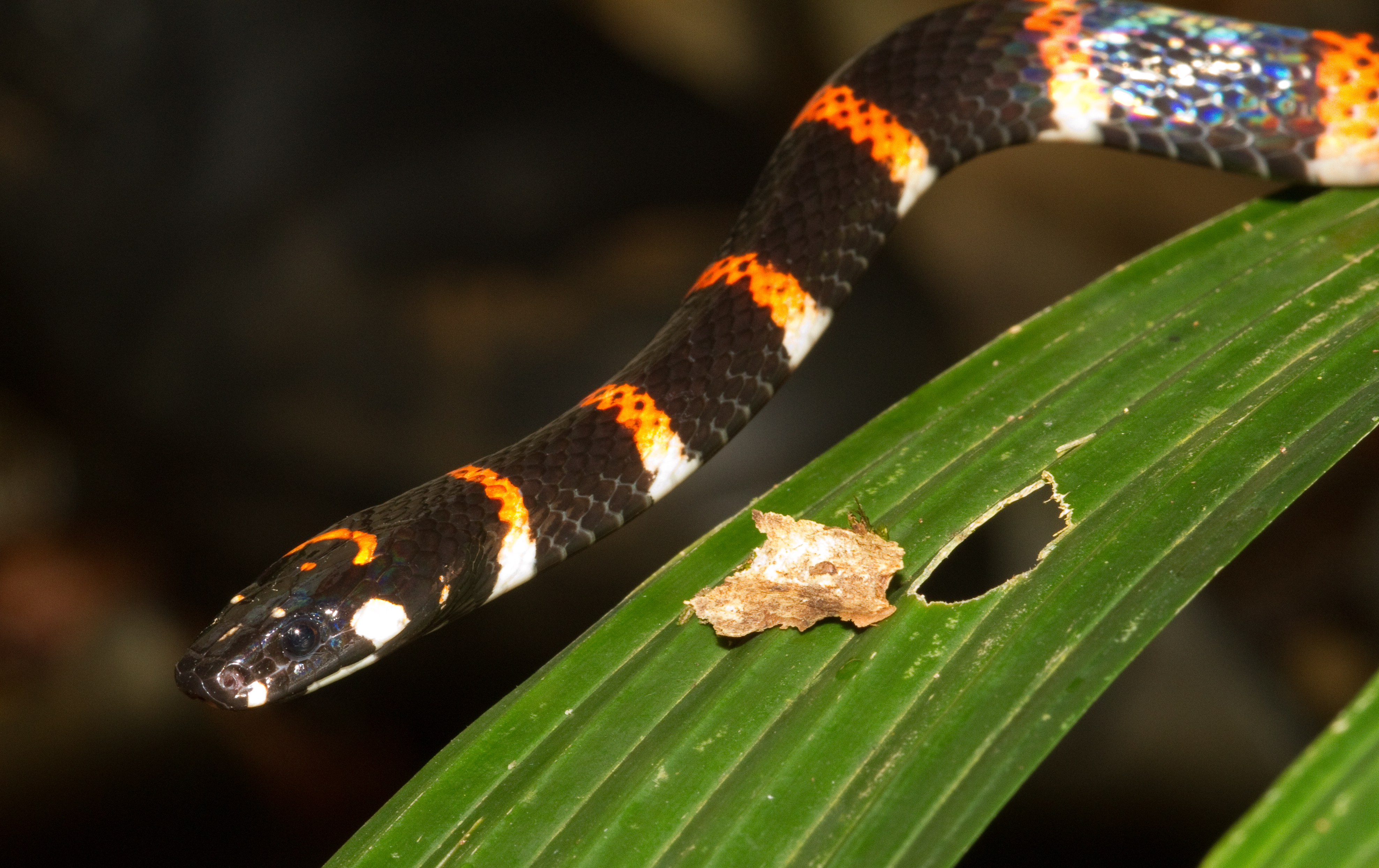
Pliocercus euryzonus, Mittelamerika (Trugnatter)

## Systematik
Reptile Database führt derzeit (Stand: April 2024) 83 Arten innerhalb der Gattung Micrurus. Der Status mehrerer Arten und Unterarten ist dabei unsicher:
- Micrurus albicinctus Amaral, 1925
- Micrurus alleni Schmidt, 1936 – östliches Nicaragua, Costa Rica und Panama Micrurus alleni, Península de Osa, Costa Rica

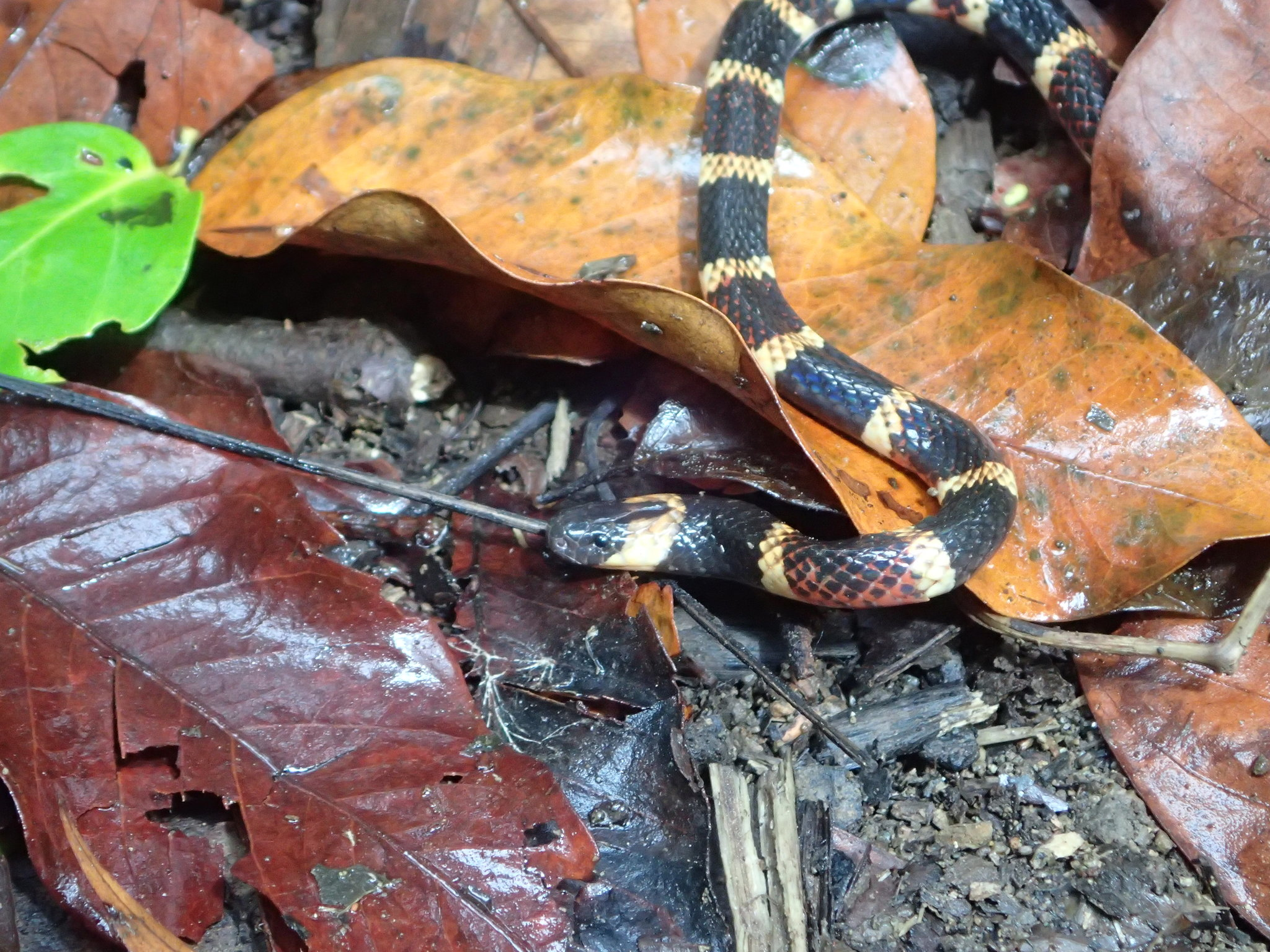
Micrurus alleni, Península de Osa, Costa Rica

  - Micrurus alleni alleni (Schmidt, 1936)
  - Micrurus alleni richardi (Taylor, 1951)
  - Micrurus alleni yatesi (Taylor, 1954)
- Micrurus altirostris (Cope, 1860) – Brasilien, Uruguay und nordöstliches Argentinien Micrurus altirostris

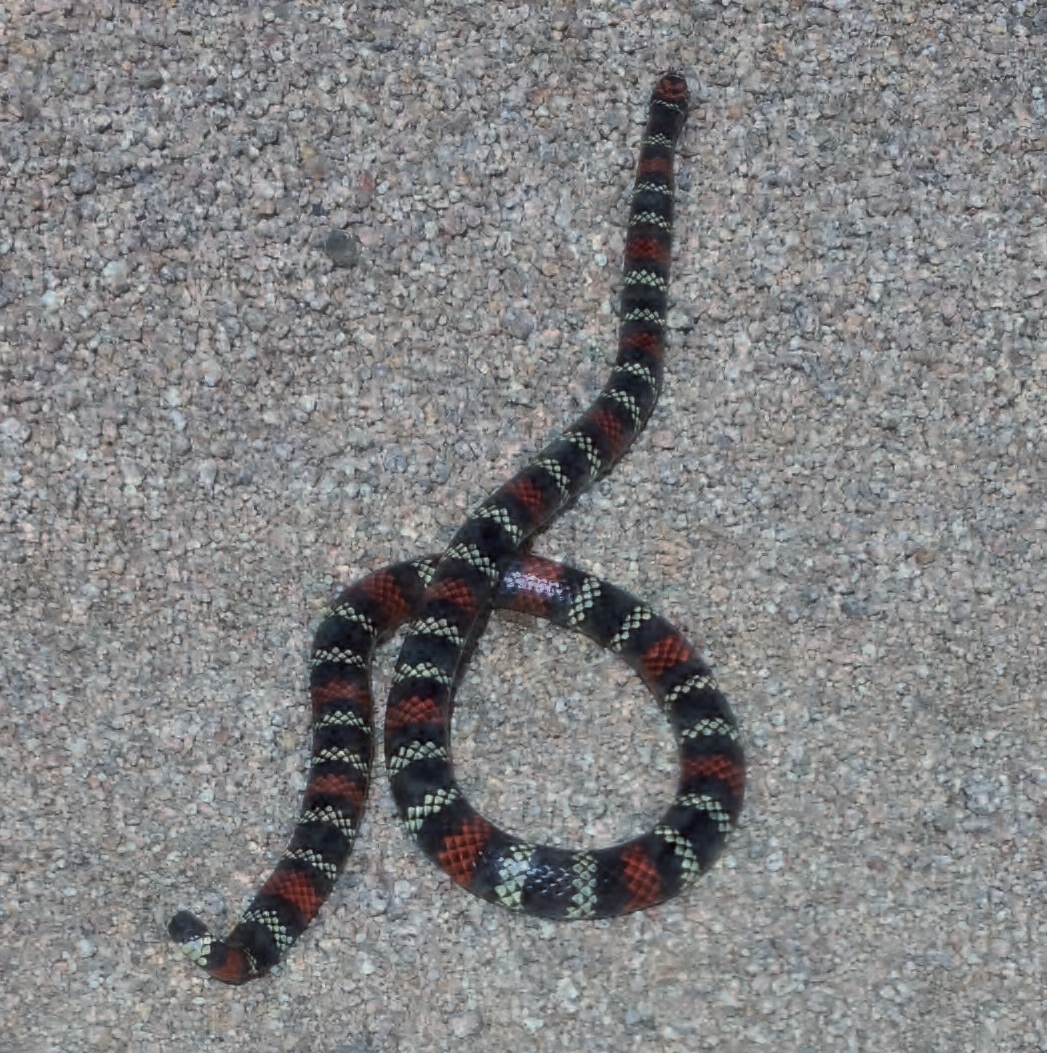
Micrurus altirostris

- Micrurus ancoralis (Jan, 1872) – südöstliches Panama, westliches Kolumbien und westliches Ecuador
  - Micrurus ancoralis jani (Schmidt, 1936)
  - Micrurus ancoralis ancoralis (Jan, 1872)
- Micrurus annellatus Peters, 1871 – südöstliches Ecuador östliches Peru, Bolivien und westliches Brasilien
  - Micrurus annellatus annellatus (Peters, 1871)
  - Micrurus annellatus balzanii (Boulenger, 1898)
  - Micrurus annellatus bolivianus (Roze, 1967)
- Micrurus averyi Schmidt, 1939
- Micrurus baliocoryphus (Cope, 1860)
- Micrurus bocourti (Jan, 1872) – westliches Ecuador bis nördliches Kolumbien
- Micrurus bogerti Roze, 1967 – Oaxaca
- Micrurus boicora Bernarde, Turci, Abegg & Franco, 2018
- Micrurus brasiliensis Roze, 1967
- Micrurus browni Schmidt & Smith, 1943 – Quintana Roo bis Honduras
  - Micrurus browni browni (Schmidt & Smith, 1943)
  - Micrurus browni importunus (Roze, 1967)
  - Micrurus browni taylori (Schmidt & Smith, 1943)
- Micrurus camilae Renjifo & Lundberg, 2003 – Kolumbien
- Micrurus carvalhoi Roze, 1967
- Micrurus circinalis (Duméril, Bibron & Duméril, 1854)
- Micrurus clarki Schmidt, 1936 – südöstliches Costa Rica bis westliches Kolumbien
- Micrurus collaris (Schlegel, 1837)
- Micrurus corallinus (Merrem, 1820)
- Micrurus decoratus (Jan, 1858)
- Micrurus diana Roze, 1983
- Micrurus diastema (Duméril, Bibron & Duméril, 1854)
  - Micrurus diastema diastema (Duméril, Bibron & Duméril, 1854)
  - Micrurus diastema aglaeope (Cope, 1859)
  - Micrurus diastema alienus (Werner, 1903)
  - Micrurus diastema affinis (Jan, 1858)
  - Micrurus diastema apiatus (Jan, 1858)
  - Micrurus diastema macdougalli (Roze, 1967)
  - Micrurus diastema sapperi (Werner, 1903)
- Micrurus dissoleucus Cope, 1860
  - Micrurus dissoleucus dissoleucus (Cope, 1860)
  - Micrurus dissoleucus dunni (Barbour, 1923)
  - Micrurus dissoleucus melanogenys (Cope, 1860)
  - Micrurus dissoleucus meridensis (Roze, 1989)
  - Micrurus dissoleucus nigrirostris (Schmidt, 1955)
- Micrurus distans Kennicott, 1860
  - Micrurus distans distans (Kennicott, 1860)
  - Micrurus distans michoacanensis (Duges, 1891)
  - Micrurus distans oliveri (Roze, 1967)
  - Micrurus distans zweifeli (Roze, 1967)
- Micrurus diutius Burger, 1955
- Micrurus dumerilii (Jan, 1858)
  - Micrurus dumerili antioquiensis (Schmidt, 1936)
  - Micrurus dumerili carinicaudus (Schmidt, 1936)
  - Micrurus carinicauda (Schmidt, 1936)
  - Micrurus dumerili colombianus (Griffin, 1916)
  - Micrurus dumerili transandinus (Schmidt, 1936)
  - Micrurus dumerili venezuelensis (Roze, 1989)
- Micrurus elegans Jan, 1858
  - Micrurus elegans elegans (Jan, 1858)
  - Micrurus elegans veraepacis (Schmidt, 1933)
- Micrurus ephippifer (Cope, 1886)
  - Micrurus ephippifer zapotecus (Roze, 1989)
  - Micrurus ephippifer ephippifer (Cope, 1886)
- Micrurus filiformis (Günther, 1859)
  - Micrurus filiformis filiformis (Günther, 1859)
  - Micrurus filiformis subtilis (Roze, 1967)
- Micrurus frontalis (Duméril, Bibron & Duméril, 1854) – Brasilien bis nordöstliches Argentinien Micrurus frontalis, Brasilien

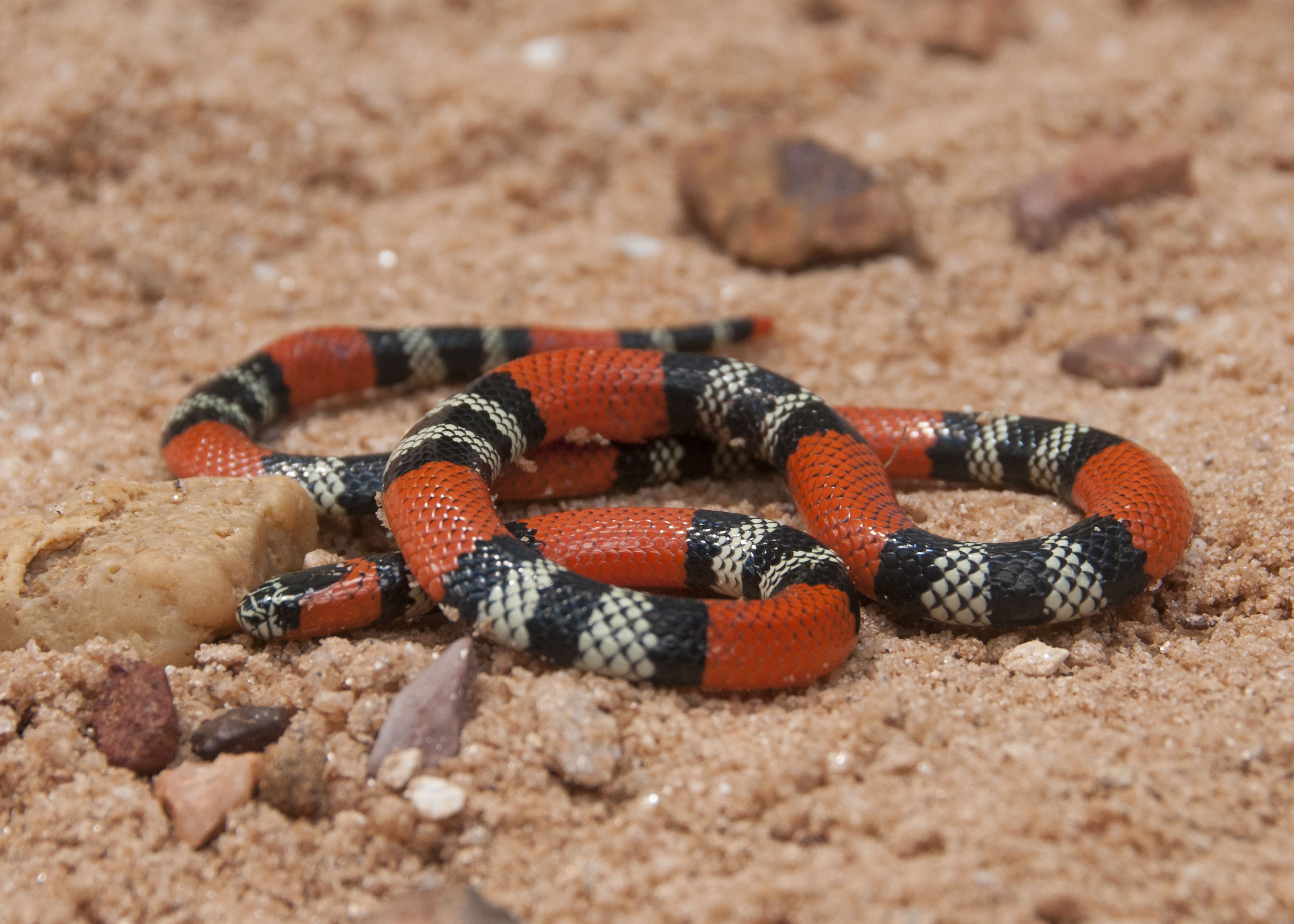
Micrurus frontalis, Brasilien

  - Micrurus frontalis frontalis (Duméril, Bibron & Duméril, 1854)
  - Micrurus frontalis brasiliensis (Roze, 1967)
  - Micrurus frontalis mesopotamicus (Barrio & Miranda 1967)
- Micrurus frontifasciatus (Werner, 1927)
- Micrurus fulvius (Linnaeus, 1766) – Küstenebenen North Carolinas bis Louisiana
- Micrurus helleri Schmidt & Schmidt, 1925
- Micrurus hemprichii (Jan, 1858)
  - Micrurus hemprichii hemprichii (Jan, 1858)
  - Micrurus hemprichii ortoni (Schmidt, 1953)
  - Micrurus hemprichii rondonianus (Roze & da Silva Jr, 1990)
- Micrurus hippocrepis (Peters, 1862)
- Micrurus ibiboboca (Merrem, 1820) Micrurus ibiboboca, Brasilien
- Micrurus isozonus (Cope, 1860)
- Micrurus langsdorffi (Wagler, 1824)

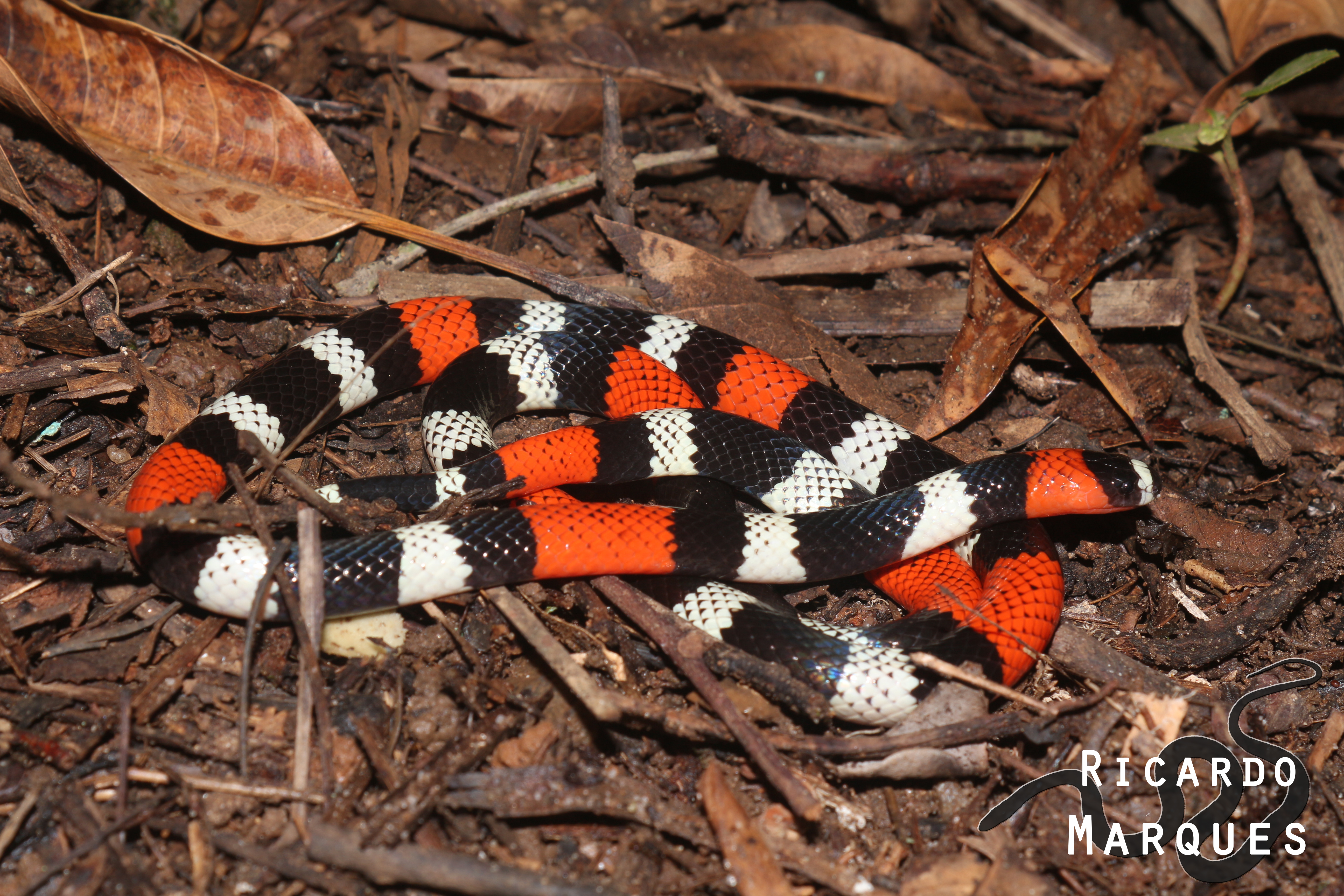
Micrurus ibiboboca, Brasilien

  - Micrurus langsdorffi langsdorffi (Wagler, 1824)
  - Micrurus langsdorffi ornatissimus (Jan, 1858)
- Micrurus laticollaris Peters, 1870
  - Micrurus laticollaris laticollaris (Peters, 1870)
  - Micrurus laticollaris maculirostris (Roze, 1967)
- Micrurus latifasciatus Schmidt, 1933
- Micrurus lemniscatus (Linnaeus, 1758) – tief gelegene Gebiete Südamerikas Micrurus lemniscatus, Peru

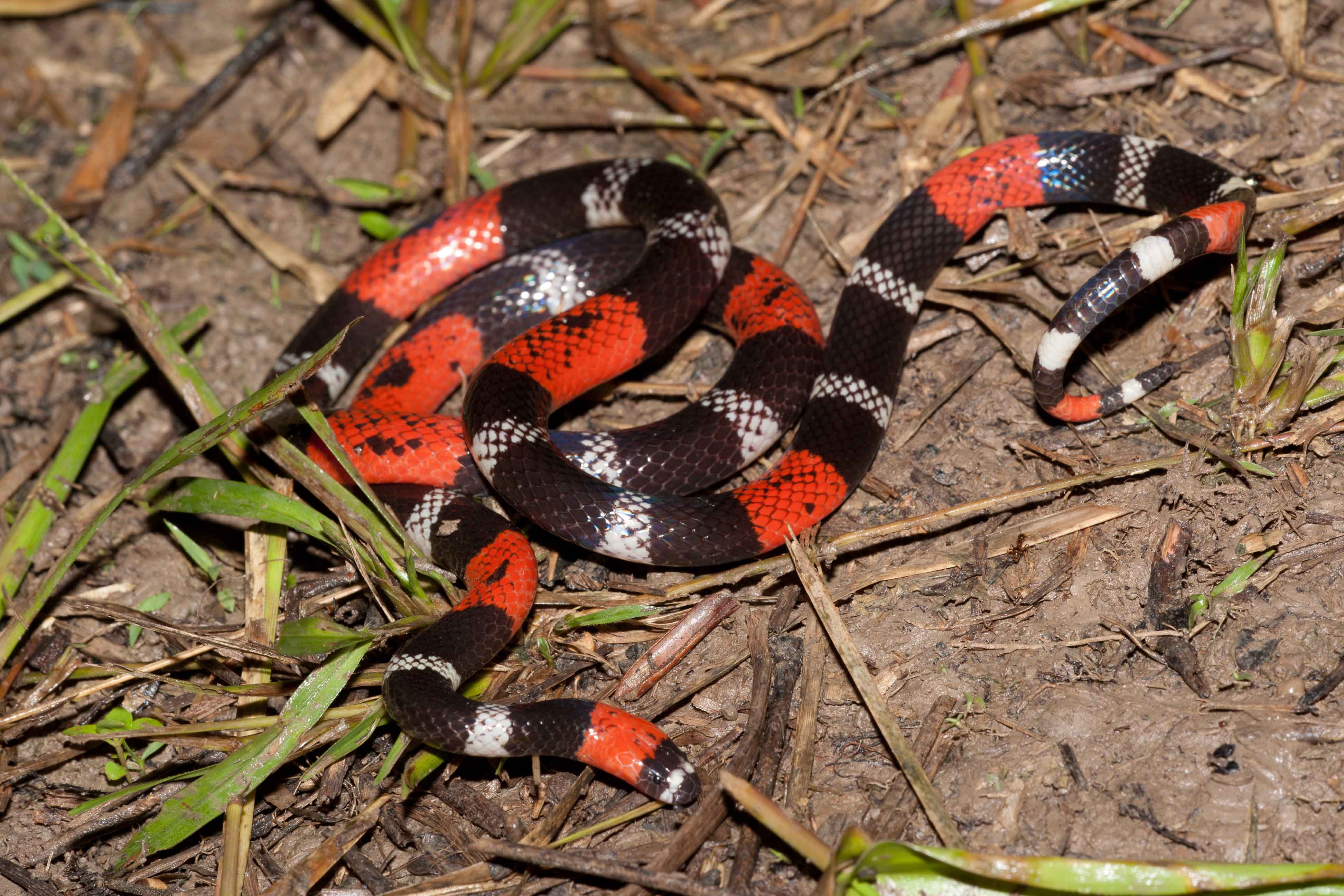
Micrurus lemniscatus, Peru

  - Micrurus lemniscatus lemniscatus (Linnaeus, 1758)
  - Micrurus lemniscatus carvalhoi (Roze, 1967)
  - Micrurus lemniscatus diutius (Burger, 1955)
  - Micrurus lemniscatus frontifasciatus (Werner, 1927)
  - Micrurus lemniscatus helleri (Schmidt & Schmidt, 1925)
- Micrurus limbatus Fraser, 1964
  - Micrurus limbatus limbatus (Fraser, 1964)
  - Micrurus limbatus spilosomus (Perez-Higaredo & Smith, 1990)
- Micrurus margaritiferus Roze, 1967
- Micrurus medemi Roze, 1967
- Micrurus meridensis Roze, 1989
- Micrurus mertensi Schmidt, 1936
- Micrurus mipartitus (Duméril, Bibron & Duméril, 1854)
  - Micrurus mipartitus mipartitus (Duméril, Bibron & Duméril, 1854)
  - Micrurus mipartitus anomalus (Boulenger, 1896)
  - Micrurus mipartitus decussatus (Duméril, Bibron & Duméril, 1854)
  - Micrurus mipartitus semipartitus (Jan, 1858)
- Micrurus mosquitensis Schmidt, 1933 Micrurus mosquitensis, Cahuita, Costa Rica

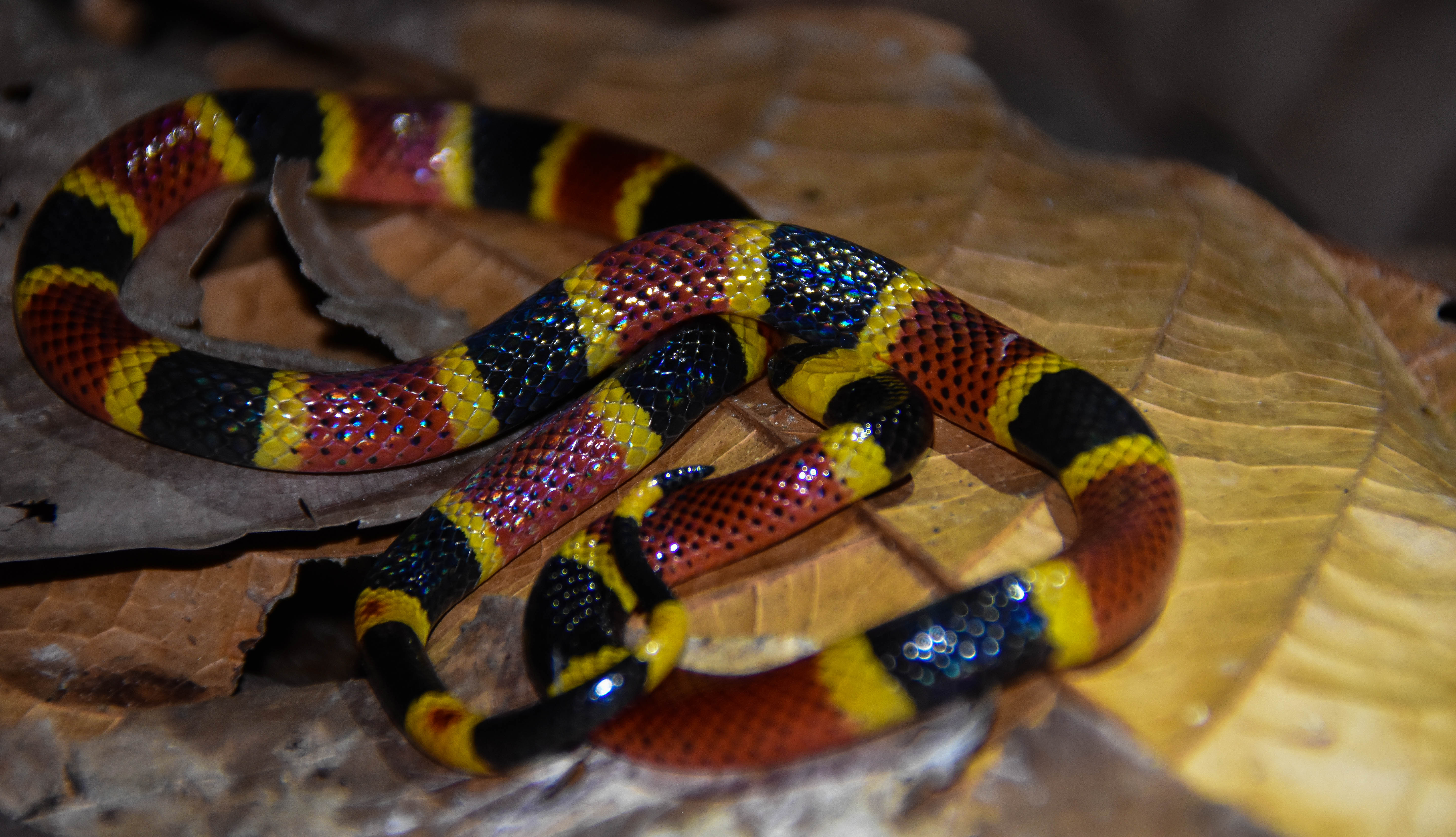
Micrurus mosquitensis, Cahuita, Costa Rica

- Micrurus multifasciatus Jan, 1858
  - Micrurus multifasciatus multifasciatus (Jan, 1858)
  - Micrurus multifasciatus hertwigi (Werner, 1897)
- Micrurus multiscutatus Rendahl & Vestergren, 1940
- Micrurus narduccii (Jan, 1863)
- Micrurus nattereri Schmidt, 1952
- Micrurus nebularis Roze, 1989
- Micrurus nigrocinctus (Girard, 1854) – Yucatán und Chiapas bis Kolumbien wie auch westliche karibische Inseln Micrurus nigrocinctus, Mittelamerika

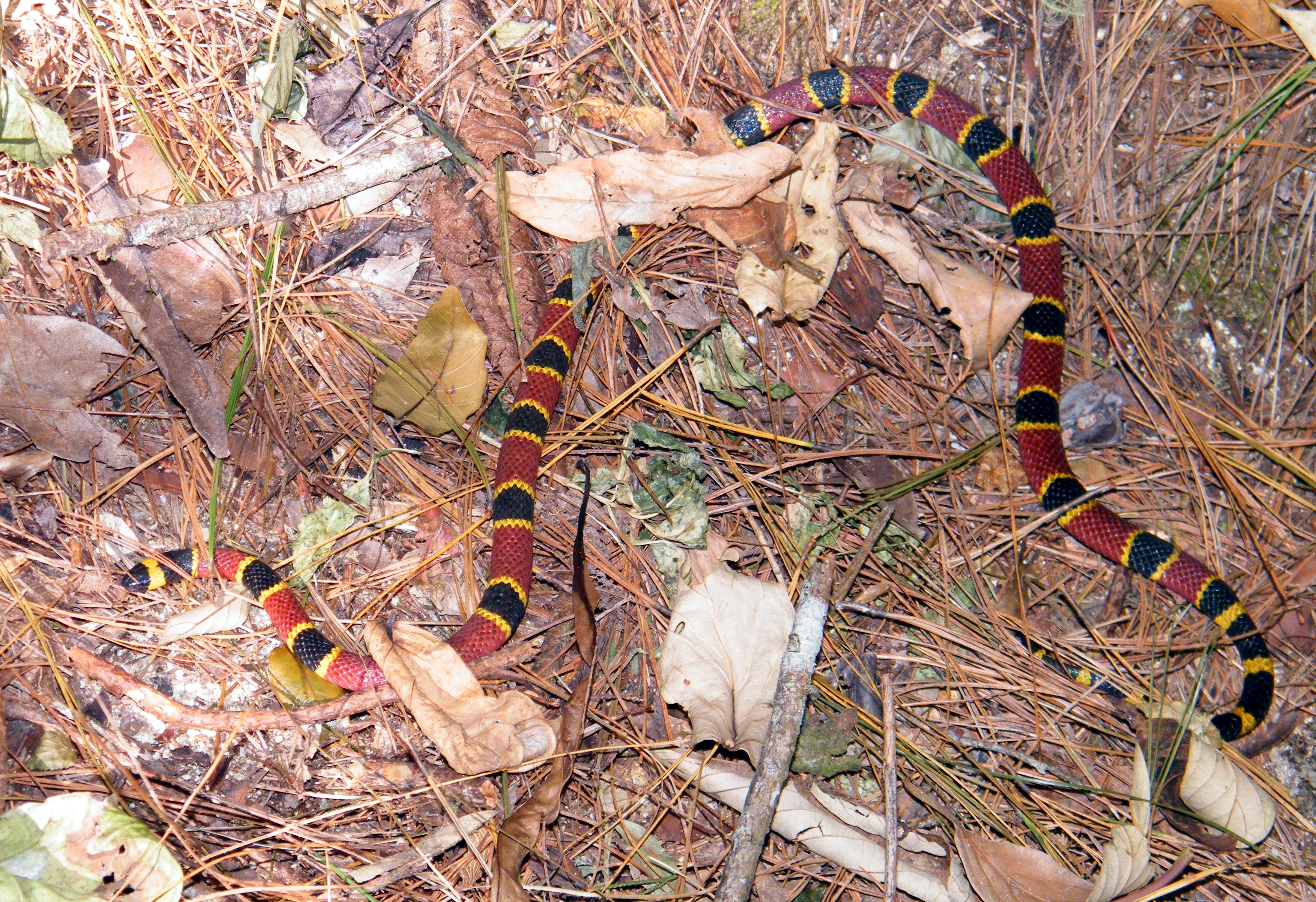
Micrurus nigrocinctus, Mittelamerika

  - Micrurus nigrocinctus babaspul (Roze, 1967)
  - Micrurus nigrocinctus coibensis (Schmidt, 1936)
  - Micrurus nigrocinctus divaricatus (Hallowell, 1855)
  - Micrurus nigrocinctus nigrocinctus (Girard, 1854)
  - Micrurus nigrocinctus ovandoensis (Schmidt & Smith, 1943)
  - Micrurus nigrocinctus zunilensis (Schmidt, 1932)
- Micrurus obscurus (Jan, 1872)
- Micrurus oligoanellatus Ayerbe & López, 2005
- Micrurus ornatissimus (Jan, 1858)
- Micrurus pacaraimae Morato de Carvalho, 2002
- Micrurus pachecogili Campbell, 2000
- Micrurus paraensis Da Cunha & Nascimento, 1973
- Micrurus peruvianus Schmidt, 1936
- Micrurus petersi Roze, 1967
- Micrurus potyguara Pires, da Silva Jr, Feitosa, Prudente, Pereira-Filho & Zaher, 2014  Micrurus potyguara, Brasilien
- Micrurus proximans Smith & Chrapliwy, 1958
- Micrurus psyches (Daudin, 1803)

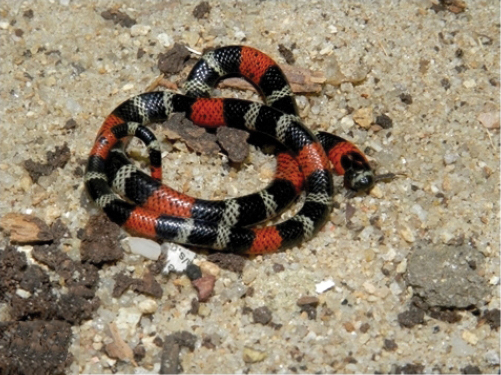
Micrurus potyguara, Brasilien

  - Micrurus psyches circinalis (Duméril, Bibron & Duméril, 1854)
  - Micrurus psyches donosoi (Hoge, Cordeiro & Romano, 1976)
  - Micrurus psyches psyches (Daudin, 1803)
- Micrurus putumayensis Lancini, 1962
- Micrurus pyrrhocryptus (Cope, 1862)
- Micrurus remotus Roze, 1987
- Micrurus renjifoi (Lamar, 2003)
- Micrurus ruatanus (Günther, 1895)
- Micrurus sangilensis Niceforo Maria, 1942
- Micrurus scutiventris (Cope, 1869)
- Micrurus serranus Harvey, Aparicio & Gonzalez, 2003
- Micrurus silviae Di Bernardo, Borges-Martins & Da Silva Jr, 2007
- Micrurus spixii Wagler, 1824
  - Micrurus spixii spixii (Wagler, 1824)
  - Micrurus spixiii martiusi (Schmidt, 1953)
  - Micrurus spixii obscurus (Jan, 1872)
  - Micrurus spixii princeps (Boulenger, 1905)
  - Micrurus spurelli (Boulenger, 1914)
- Micrurus spurrelli (Boulenger, 1914)
- Micrurus steindachneri (Werner, 1901)
  - Micrurus steindachneri steindachneri (Werner, 1901)
  - Micrurus steindachneri orcesi (Roze, 1967)
- Micrurus stewarti Barbour & Amaral, 1928
- Micrurus stuarti Roze, 1967
- Micrurus surinamensis (Cuvier, 1816) Micrurus surinamensis, Französisch-Guyana

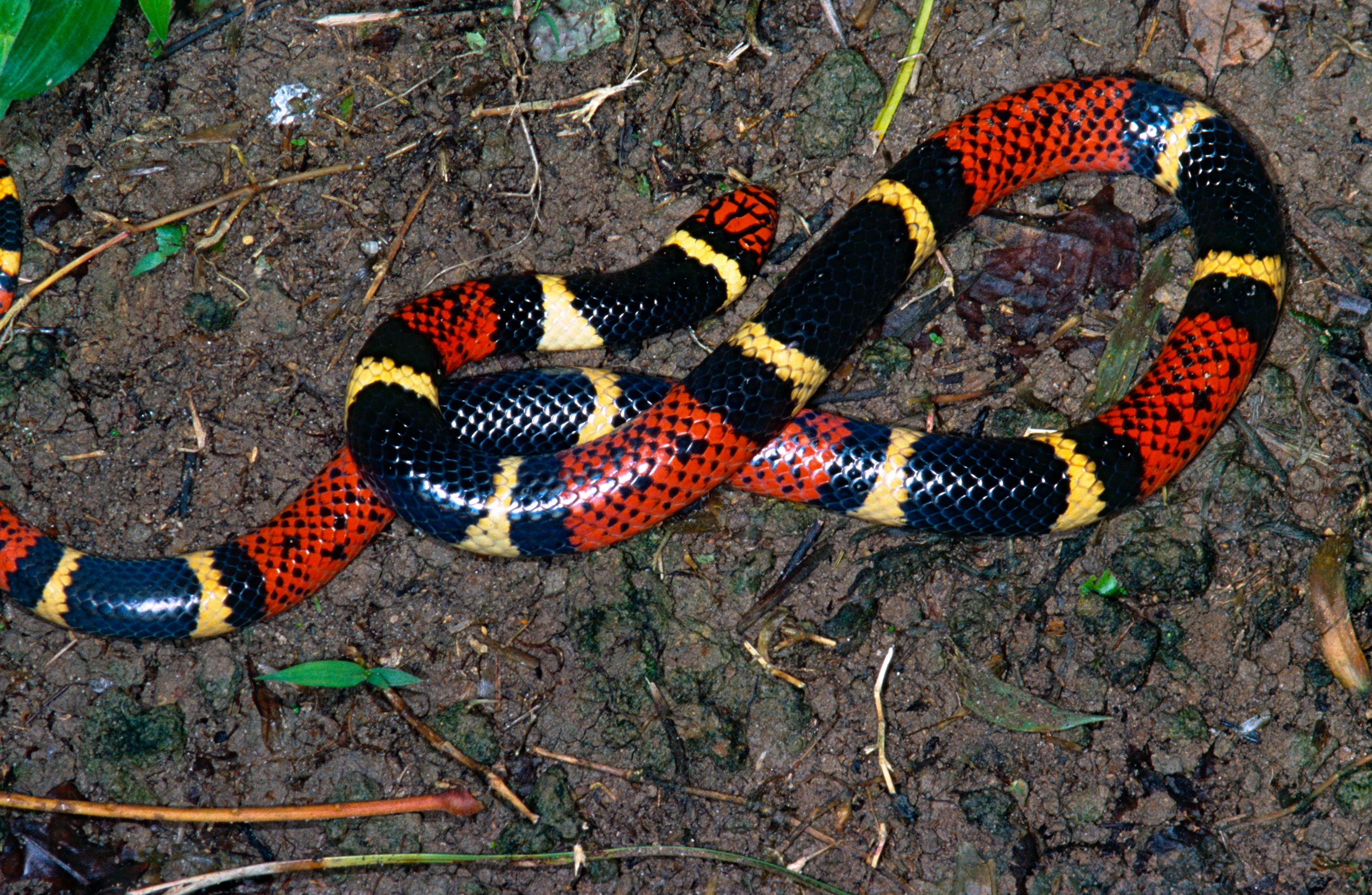
Micrurus surinamensis, Französisch-Guyana

  - Micrurus surinamensis surinamensis (Cuvier, 1817)
  - Micrurus surinamensis nattereri (Schmidt, 1952)
- Micrurus tener Baird & Girard, 1853 – Texas und Louisiana südlich von Morelos und Guanajuato.
  - Micrurus tener fitzingeri (Jan, 1858)
  - Micrurus tener maculatus (Roze, 1967)
  - Micrurus tener microgalbineus (Brown & Smith, 1942)
  - Micrurus tener tener (Baird & Girard, 1853)
- Micrurus tikuna Feitosa, Da Silva Jr, Pires, Zaher & Prudente, 2015
- Micrurus tricolor Hoge, 1956
- Micrurus tschudii (Jan, 1858)
  - Micrurus tschudii olssoni (Schmidt & Schmidt, 1925)
  - Micrurus tschudii tschudii (Jan, 1858)